# دوير الزيتون
دوير الزيتون  قرية سوريّة تتبع إداريّاً لمحافظة حلب منطقة جبل سمعان ناحية مركز جبل سمعان، بلغ تعداد سكانها 205 نسمة حسب التعداد السكاني لعام 2004.